# Heptagenioidea
Super-famille
Les Heptagenioidea sont une super-famille d'insectes de l'ordre des éphéméroptères.

## Liste des familles
Selon ITIS :
- Arthropleidae (avec le genre Arthroplea)
- Heptageniidae
- Isonychiidae
- Oligoneuriidae
- Pseudironidae